# Tetragonoderus
Tetragonoderus  (лат.) — род жуков-жужелиц из подсемейства харпалин. Для представителей данного рода характерны следующие признаки: 1) лябрум (верхняя губа) нормальной формы; 2) голова, не суженная сзади; 3) переднеспинка сверху шире, с немного извилистыми краями перед основанием, или сверху и в основании одинаковой ширины.